# Val-de-Reuil
Val-de-Reuil é uma comuna francesa na região administrativa da Normandia, no departamento de Eure. Estende-se por uma área de 27,67 km². Em 2010 a comuna tinha 13 403 habitantes (densidade: 484,4 hab./km²).